# Roller Coaster DataBase
Il Roller Coaster DataBase (RCDB, letteralmente database di montagne russe) è un database di montagne russe e parchi di divertimento. Il sito è stato creato nel 1996 da Duane Marden e conta più di 9700 montagne russe e 4700 parchi di divertimento.

## Storia
RCDB è stato creato nel 1996 da Duane Marden, un programmatore di Brookfield.

## Contenuti
Ogni voce su una montagna russa include le seguenti informazioni: parco di divertimenti di appartenenza, tipo, stato (operativa, non operativa o defunta), data di apertura, modello, costo, capacità, lunghezza della prima discesa e lunghezza totale del tracciato, altezza massima, numero di inversioni, velocità di punta, durata, angolo di inclinazione verticale massima, treni ed altri dati. Le pagine possono anche contenere foto e/o comunicati stampa, contributi per mano di appassionati o semplici visitatori.
Il sito prevede anche a stilare delle classifiche di montagne russe, tra cui un elenco di quelle più alte, veloci, lunghe, con il maggior numero di inversioni, ecc. Ogni voce sulle montagne russe si collega a una pagina che elenca tutte le montagne russe del parco di appartenenza, passate e presenti, che include anche una breve storia e dei collegamenti ai fan site principali.

## Lingue
Il sito è disponibile in dieci lingue: inglese, tedesco, francese, spagnolo, neerlandese, portoghese, italiano, svedese, giapponese e cinese semplificato.